# Lar Park Lincoln
Laurie Jill Park (n. 12 mai 1961, Dallas, Texas, SUA – d. 22 aprilie 2025) a fost o actriță americană.

## Viața personală
Mai cunoscută sub numele de Lar Park Lincoln, numele său de scenă, născută în Dallas, Texas, era cunoscută pentru rolul Tina Shepard din Vineri 13: Sânge proaspăt - Partea a 7-a, și pentru alte filme în care a jucat.

## Filmografie
| Titlu                                   | An   | Rol            |
| House 2: The Second Story               | 1987 | Kate           |
| The Princess Academy                    | 1987 | Cindy Cathcart |
| Knots Landing                           | 1987 | Linda Fairgate |
| Friday the 13th Part VII: The New Blood | 1988 | Tina Shepard   |
| Black Friday                            | 2008 | Darla          |